# Cezary Pazura
Cezary Andrzej Pazura (né le 13 juin 1962 à Tomaszów Mazowiecki) est un acteur polonais surtout connu pour ses rôles dans des comédies telles Kiler, Chłopaki nie płaczą, Kariera Nikosia Dyzmy, ainsi que dans la sitcom 13 posterunek. Pazura est également un comédien de stand-up et un doubleur. Il est le frère de Radosław Pazura, qui est également acteur.

## Filmographie partielle
- Pogrzeb lwa (1986)
- Czarne stopy (1987) - Puma
- Deja vu (1990) - Nemetsky velosipedist
- Kroll (1991) - Cpl. Wiaderny
- V.I.P. (en) (1991) - Malyszko
- Rozmowy kontrolowane (1991) -  milicien controlant le bus avec les sportifs
- Czarne słońca (1992) - Jan
- Zwolnieni z życia (1992)
- 1968. Szczesliwego Nowego Roku (1992) - Policeman
- Pogranicze w ogniu (1992, TV Series) - Czarek Adamski
- Wielka wsypa (1992)
- Psy (1992) - Nowy
- Pierścionek z orłem w koronie (1992) - Kosior
- Kawalerskie życie na obczyźnie (1992) - Worker Wielgos
- Cynga (1992)
- Żegnaj Rockefeller (1993, TV Mini-Series) - Fredek
- Uprowadzenie Agaty (1993) - Policeman
- Człowiek z... (1993) - Bolek
- Balanga (1993) - Sergeant
- Lepiej być piękną i bogatą (1993) - Firefighter
- Tylko strach (1993, TV Movie) - Andrzej
- Pożegnanie z Marią (1993, based on This Way for the Gas, Ladies and Gentlemen) - Tomasz
- Enak (1993)
- Dwa księżyce (1993) - Pawel
- Polski crash (1993, TV Movie)
- Trzy kolory. Biały (1994) - Le propriétaire du bureau de change (Bureau de Change Proprietor)
- Psy 2. Ostatnia krew (1994) - Nowy
- Oczy niebieskie (1994)
- Kraj świata (1994, TV Movie)
- Polska śmierć (1995) - Osso
- The Poison Tasters (1995) - Soldier
- Zolotoe dno (1995)
- Nic śmiesznego (1995) - Adam Miauczynski
- Wielki tydzień (1995) - Piotrowski
- Tato (1995) - Cezary Kujawski
- Słodko gorzki (1996) - Trainer
- Engelchen (1996) - Andrzej
- Wirus (1996) - Michael
- Dzieci i ryby (1997) - Wiktor
- Sara (en) (1997) - Cezary / Józef's man
- Sztos (1997) - Synek
- Szczęśliwego Nowego Jorku (1997) - Azbest
- Kiler (1997) - Jurek Kiler
- 13 posterunek (1997-1998, TV Series) - Cezary Cezary
- Kiler-ów 2-óch (1999) - Jurek Kiler
- Ajlawju (1999) - Adam Miauczynski
- 13 posterunek 2 (2000, TV Series) - Czarek
- Zakochani (2000) - Szczepan Zadymek
- Chłopaki nie płaczą (2000) - Fred
- Kariera Nikosia Dyzmy (2002) - Nikodem 'Nikos' Dyzma
- Dzień świra[1] - Facet na ulicy
- E=mc2 (2002) - Andrzej 'Ramzes' Nowicki
- Show (2003) - Czarek
- Zutaten für Träume (2003) - Janek
- Nienasycenie (2003) - Zypcio's father / Putrycydes Tengler / Kocmoluchowicz
- Magiczna Gwiazda (2003) - Archibald (voice)
- Emilia (2005) - Indiana Dzones
- Ja wam pokażę![2] (2006) - Tomasz Leon Kozlowski - Ex-husband of Judyta, Father of Tosia
- Oficerowie (2006, TV Mini-Series) - Marek Sznajder
- Lejdis (2008) - Narrator (voice)
- Złoty środek (2009) - Stefan
- Skrzydlate swinie (2010) - Krzysztof Dzikowski
- Piotrek Trzynastego (2010) - Straznik lesny
- Belcanto (2010) - Mariusz Marzeda
- Weekend (2010)
- Sztos 2 (2012) - Synek
- Felix, Net i Nika oraz teoretycznie mozliwa katastrofa (2012) - Manfred (voice)
- Antyterapia (2014) - Marecki
- Bangistan (2015) - Tom
- Złote krople (2016) - Chancellor (voice)
- Saga o trzech prawiczkach (2017) - Father
- Volta (2017) - Dabrowszczak Jedrek / Zlotousty
- Papierowe gody (2017) - Therapist
- Pitbull. Ostatni pies (2018) - 'Gawron'
- 7 uczuc (2018) - Friend
- Diablo. Ultimate Race (2019) - Jarosz
- Kurier (2019) - Tenant
- Futro z misia (2019) - 'Dzik'
- Psy 3: W imie zasad (2020) - Waldemar Morawiec 'Nowy'
- Możesz być kim chcesz (2020) - Guest
- Maszyna losująca

## Discographie
- Płyta stéréofoniczna (1999)

## Honneurs
L'astéroïde (669588) Pazura est nommé en son honneur.